# 456 Abnoba
A 456 Abnoba (ideiglenes jelöléssel 1900 FH) a Naprendszer kisbolygóövében található aszteroida. Maximilian Franz Joseph Cornelius Wolf és Friedrich Karl Arnold Schwassmann fedezte fel 1900. június 4-én.